# Municipio de Childstown
El municipio de Childstown (en inglés: Childstown Township) es un municipio ubicado en el condado de Turner en el estado estadounidense de Dakota del Sur. En el año 2010 tenía una población de 237 habitantes y una densidad poblacional de 2,51 personas por km².

## Geografía
El municipio de Childstown se encuentra ubicado en las coordenadas 43°17′59″N 97°20′24″O / 43.29972, -97.34000. Según la Oficina del Censo de los Estados Unidos, el municipio tiene una superficie total de 94.31 km², de la cual 94,31 km² corresponden a tierra firme y (0 %) 0 km² es agua.

## Demografía
Según el censo de 2010, había 237 personas residiendo en el municipio de Childstown. La densidad de población era de 2,51 hab./km². De los 237 habitantes, el municipio de Childstown estaba compuesto por el 97,05 % blancos, el 0,84 % eran amerindios, el 0,84 % eran asiáticos, el 1,27 % eran de otras razas. Del total de la población el 1,69 % eran hispanos o latinos de cualquier raza.